# ジャスティス・ウィンズロー
- ジャスティス・ウィンスロー
- ジャスティス・ウィンズロウ

ジャスティス・ジョン・ウィンズロー (Justise Jon Winslow, 1996年3月26日 - ) は、アメリカ合衆国テキサス州ヒューストン出身のプロバスケットボール選手。NBAGリーグのラプターズ・905に所属している。ポジションはパワーフォワードまたはスモールフォワード。

## 経歴

### カレッジ
ヒューストンのセント・ジョンズ高校のエースだったウィンズローは、最終学年に平均27.5得点13.6リバウンドを記録し、テキサス州の最優秀選手に選出され、2014年のマクドナルド・オール・アメリカンゲームにも出場するなど、一躍注目される存在になった。そして大学は名門のデューク大学に進学。1年生ながら主力として活躍し、リーグ戦は12.6得点6.5リバウンド。更にNCAAトーナメントでは平均14.3得点9.3リバウンドを記録するなど、攻守両面で大活躍し、同大学のNCAA王者に貢献した。そしてウィンスローは1年間プレーしただけで2015年のNBAドラフトにアーリーエントリーを表明。全体10位でマイアミ・ヒートに指名された。

### マイアミ・ヒート
2015-16シーズンの開幕戦、シャーロット・ホーネッツ戦でNBA初出場。以降シックスマンとして活躍し、ヒートの2年振りのプレーオフ進出に貢献し、同シーズンのNBAオールルーキーチームのセカンドチームに選出された。
2016-17シーズンはドウェイン・ウェイドの退団、クリス・ボッシュの健康面による出場不可で飛躍が期待されたが、開幕から相次ぐ負傷に悩まされ、2017年1月に右肩の手術のために同シーズンの残り試合の欠場が決まった。
2017-18シーズンからはポイントフォワードとしてボール運びを任される時間帯が増え、活躍の幅が広がった。
2018-19シーズン開幕前の2018年10月に2022年までの3年3900万ドルで契約延長した。

### メンフィス・グリズリーズ
2020年2月6日、ミネソタ・ティンバーウルブズが絡んだ3チーム間トレードでメンフィス・グリズリーズに放出された。

### ロサンゼルス・クリッパーズ
2021年8月8日、ロサンゼルス・クリッパーズと2年契約を結んだ。

### ポートランド・トレイルブレイザーズ
2022年2月4日、ノーマン・パウエルとロバート・コビントンとの引き換えに、エリック・ブレッドソー、キーオン・ジョンソン、2025年の2巡目指名権とともにポートランド・トレイルブレイザーズへ移籍した。

### ラプターズ・905
2023年10月20日にトロント・ラプターズとの契約に合意したが、当日に解雇された。10月30日にNBAGリーグのラプターズ・905との契約に合意した。
2024年2月10日にトロント・ラプターズと10日間契約を結んだが、そこでは1試合も出場しなかった。2月20日にラプターズ・905に復帰した。

## 人物
- 父のリッキー・ウィンスロー（英語版）も元バスケットボール選手で、ヒューストン大学（英語版）ではアキーム・オラジュワンとプレーした経験を持つ。NBAではあまり活躍出来なかったが、スペインやトルコなどで活躍した。

## 個人成績

### NBA

#### レギュラーシーズン
| シーズン | チーム | GP  | GS  | MPG  | FG%  | 3P%  | FT%  | RPG | APG | SPG | BPG | PPG  |
| -------- | ------ | --- | --- | ---- | ---- | ---- | ---- | --- | --- | --- | --- | ---- |
| 2015–16  | MIA    | 78  | 8   | 28.6 | .422 | .276 | .684 | 5.2 | 1.5 | .9  | .3  | 6.4  |
| 2016–17  | MIA    | 18  | 15  | 34.7 | .356 | .200 | .617 | 5.2 | 3.7 | 1.4 | .3  | 10.9 |
| 2017–18  | MIA    | 68  | 25  | 24.7 | .424 | .380 | .635 | 5.4 | 2.2 | .8  | .5  | 7.8  |
| 2018–19  | MIA    | 66  | 52  | 29.7 | .433 | .375 | .628 | 5.4 | 4.3 | 1.1 | .3  | 12.6 |
| 2019–20  | MIA    | 11  | 5   | 32.0 | .388 | .222 | .667 | 6.6 | 4.0 | .6  | .5  | 11.3 |
| 2020–21  | MEM    | 26  | 1   | 19.5 | .352 | .185 | .571 | 4.5 | 1.9 | .6  | .5  | 6.8  |
| 2021–22  | LAC    | 37  | 1   | 12.9 | .447 | .172 | .610 | 3.6 | 1.4 | .6  | .5  | 4.2  |
| 2021–22  | POR    | 11  | 10  | 26.8 | .405 | .270 | .560 | 6.3 | 2.9 | 1.3 | .6  | 10.7 |
| 2022–23  | POR    | 29  | 11  | 26.8 | .409 | .311 | .714 | 5.0 | 3.4 | 1.0 | .4  | 6.8  |
| 通算     | 通算   | 344 | 128 | 25.9 | .412 | .315 | .638 | 5.1 | 2.6 | .9  | .4  | 8.2  |

#### プレーオフ
| シーズン | チーム | GP | GS | MPG  | FG%  | 3P%  | FT%  | RPG | APG | SPG | BPG | PPG |
| -------- | ------ | -- | -- | ---- | ---- | ---- | ---- | --- | --- | --- | --- | --- |
| 2016     | MIA    | 13 | 2  | 25.4 | .432 | .278 | .700 | 4.8 | .6  | .6  | .3  | 6.9 |
| 2018     | MIA    | 5  | 0  | 25.0 | .357 | .368 | .706 | 6.6 | 2.6 | .8  | .8  | 9.8 |
| 2021     | MEM    | 1  | 0  | 3.0  | .000 | .000 | .000 | 1.0 | 1.0 | .0  | .0  | .0  |
| 通算     | 通算   | 19 | 2  | 24.1 | .405 | .324 | .702 | 5.1 | 1.2 | .6  | .4  | 7.3 |

### カレッジ
| シーズン | チーム   | GP | GS | MPG  | FG%  | 3P%  | FT%  | RPG | APG | SPG | BPG | PPG  |
| -------- | -------- | -- | -- | ---- | ---- | ---- | ---- | --- | --- | --- | --- | ---- |
| 2014–15  | デューク | 39 | 39 | 29.1 | .486 | .418 | .641 | 6.5 | 2.1 | 1.3 | .9  | 12.6 |